# Bahnhof Güsten

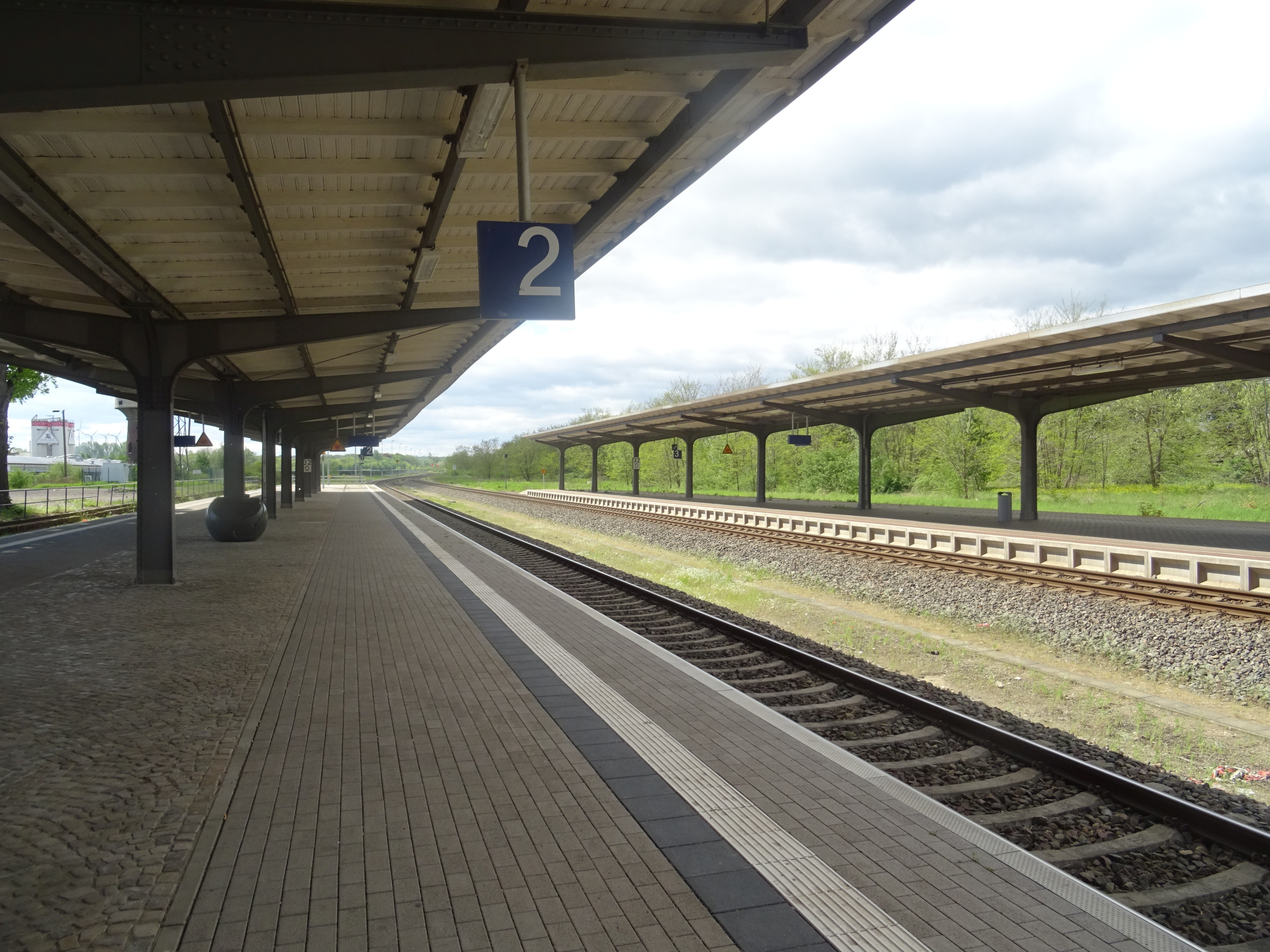
Bahnsteig 2, 2018

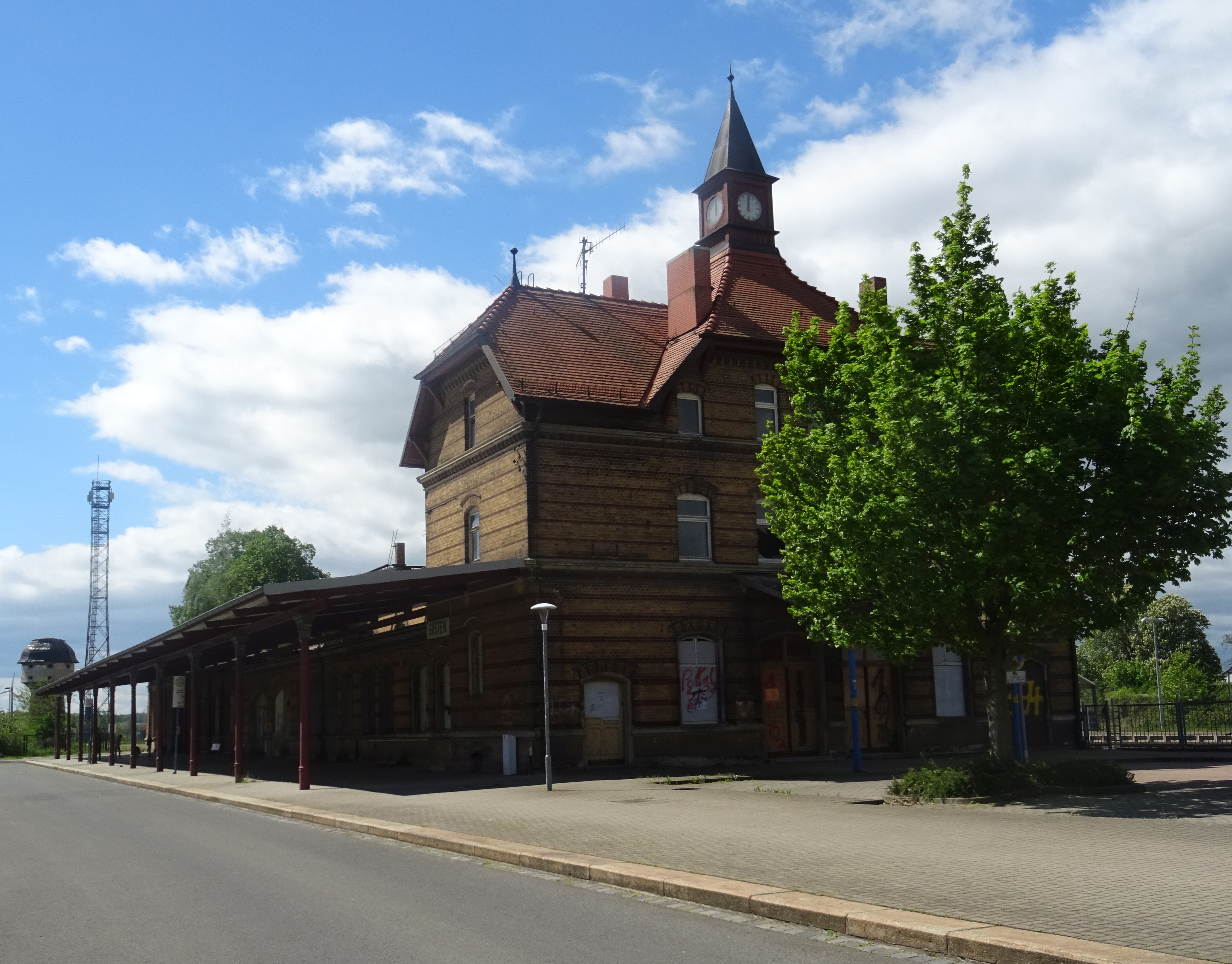
Bushaltestelle an der Stelle der ehemaligen Kanonenbahn

Der Bahnhof Güsten ist ein Knotenbahnhof in Güsten, einer Kleinstadt im Salzlandkreis in Sachsen-Anhalt.

## Geschichte
Der Bahnhof Güsten entstand 1865 mit Eröffnung der Eisenbahnstrecke von Bernburg nach Aschersleben. Im Zuge dieser Strecke wurde auch die Strecke in Richtung Staßfurt gebaut. 1879 folgte die Kanonenbahn von Berlin nach Blankenheim. Für diese Strecke baute man Gleise auf der anderen Seite des Empfangsgebäudes, der Bahnhof wurde somit zum Inselbahnhof. In Güsten entstand ebenfalls ein großes Bahnbetriebswerk, welches die Lokomotiven für die Harzquerung beheimatete. Es wurde auch durch die Beheimatung von Lokomotiven der Baureihe 41 noch bis Anfang der 1990er Jahre bekannt.
Im Jahr 1994 wurde das Bw Güsten zur Außenstelle des Bahnbetriebswerks Halberstadt, bevor es 1996 komplett geschlossen wurde.
1998 wurde der Personenverkehr auf der Kanonenbahn in Richtung Barby eingestellt, 2004 wurde die Strecke stillgelegt. Ab 2000 wurde der Bahnhof umgebaut, auf der Bahnhofsseite der Strecke Berlin – Blankenheim wurden die Gleise entfernt und ein Busbahnhof errichtet. Ab 2002 wurde auch der restliche Bahnhof umgebaut.
Auf dem Gelände des ehemaligen Bahnbetriebswerks entstand bis 2013 die größte Photovoltaikanlage der DB AG.
2015 wurde das Empfangsgebäude gesperrt und ist seither ungenutzt, die Reisenden mussten einen Umweg über den Bahnübergang Ascherslebener Straße gehen, um die Bahnsteige zu erreichen. Aus diesem Grund wurde 2017 ein neuer Reisendenübergang geschaffen. 2019 wurde das Empfangsgebäude an eine Kaufmannsfamilie aus Baden-Württemberg versteigert. Seit 2023 gehört das Gebäude der Stadt Güsten.
Von den einst sechs Bahnsteiggleisen existieren heute noch drei, davon ein Stumpfgleis.

## Verkehrsanbindung

### Zug
Es halten Züge von Regionalverkehre Start Deutschland in Güsten. Eingesetzt werden seit 9. Dezember 2018 nur noch Dieseltriebwagen der Baureihe 1648. In den Jahren zuvor fuhren auch Dieseltriebwagen der Baureihe 642.
| Linie                    | Linienverlauf                                                                     | Takt (min)                                    |
| ------------------------ | --------------------------------------------------------------------------------- | --------------------------------------------- |
| RE 10                    | Magdeburg – Schönebeck – Staßfurt – Güsten – Sandersleben – Sangerhausen – Erfurt | 120                                           |
| RB 41                    | Magdeburg – Schönebeck – Staßfurt – Güsten – Aschersleben                         | 120                                           |
| RB 50                    | Dessau – Köthen – Baalberge – Bernburg – Güsten – Aschersleben                    | 060 (Dessau–Güsten) 120 (Güsten–Aschersleben) |
| Stand: 15. Dezember 2024 |                                                                                   |                                               |

Auf Gleis 1 wenden alle zwei Stunden die Züge von/nach Dessau, auf Gleis 2 halten Züge stündlich Richtung Magdeburg und zweistündlich Richtung Dessau und an Gleis 3 zweistündlich nach Erfurt sowie stündlich nach Aschersleben.

### Bus
Am Bahnhofsgebäude befindet sich eine Bushaltestelle an der wochentags zwei Buslinien der Kreisverkehrsgesellschaft Salzland verkehren.